# Agave pelona
Agave pelona är en sparrisväxtart som beskrevs av Howard Scott Gentry. Agave pelona ingår i släktet Agave och familjen sparrisväxter. Inga underarter finns listade i Catalogue of Life.